# Куликовский льнозавод
Куликовский льнозавод — промышленное предприятие в поселке городского типа Куликовка Куликовского района Черниговской области Украины, прекратившее производственную деятельность.

## История

### 1932—1991
Льнообрабатывающий завод в райцентре Куликовка был построен и введён в эксплуатацию в 1932 году в соответствии с первым пятилетним планом развития народного хозяйства СССР.
В ходе Великой Отечественной войны, 8 сентября 1941 года Куликовка была оккупирована наступавшими немецкими войсками, 16 сентября 1943 года — освобождена советскими войсками Центрального фронта.
В соответствии с четвёртым пятилетним планом восстановления и развития народного хозяйства СССР в 1945 году льнозавод был восстановлен и возобновил работу.
Производственный план 1949 года завод выполнил на 148 %, а план 1950 года — досрочно, к 7 ноября 1950 года.
В 1959 году завод был реконструирован: были построены новые корпуса и установлено новое оборудование, в 1958 году четырём бригадам было присвоено почётное наименование бригад коммунистического труда.
В 1967 году был введён в эксплуатацию льночесальный цех и установлены две машины МТЛ-1 для производства длинного льноволокна, в 1969 году была завершена реконструкция кудельного цеха. В результате, объём валовой продукции предприятия был увеличен с 1416 тыс. рублей в 1967 году до 3461 тыс. рублей в 1970 году. На девятую пятилетку предусматривалось оснастить предприятие новым оборудованием.
По состоянию на начало 1972 года льноволокно завода поступало на предприятия текстильной промышленности РСФСР (в Костроме, Калинине, Муроме и других городах).
В целом, в советское время льнозавод входил в число крупнейших предприятий райцентра, на его балансе находились заводской клуб и иные объекты социальной инфраструктуры.
Завод производил длинное и короткое льноволокно, а также паклю и топливные брикеты из отходов производства.

### После 1991
После провозглашения независимости Украины завод перешёл в ведение министерства сельского хозяйства и продовольствия Украины.
В мае 1995 года Кабинет министров Украины утвердил решение о приватизации льнозавода, в 1997 году государственное предприятие было преобразовано в открытое акционерное общество.
В дальнейшем, завод остановил работу, половина производственного оборудования была демонтирована на металлолом.